# Śliwice (gmina)
Śliwice est une gmina rurale du powiat de Tuchola, Couïavie-Poméranie, dans le centre-nord de la Pologne. Son siège est le village de Śliwice, qui se situe environ 25 km au nord-est de Tuchola et 68 km au nord de Bydgoszcz.
La gmina couvre une superficie de 174,75 km2 pour une population de 5 430 habitants.

## Géographie
La gmina est bordée par les gminy de Cekcyn, Drzycim, Jeżewo, Lniano, Osiek, Śliwice et Warlubie.